# Lương Văn Tri
Lương Văn Tri (17/8/1910 - 29/9/1941), bí danh Huy còm, quê quán ở Bản Hẻo, xã Mỹ Liệt, tổng Mỹ Liệt, châu Điềm He (nay thuộc thôn Bản Hẻo, xã Trấn Ninh, huyện Văn Quan, tỉnh Lạng Sơn), sinh ra và lớn lên trong một gia đình trung nông người Tày. Ông là một nhà hoạt động cách mạng và là người có đóng góp lớn trong phong trào cách mạng giải phóng dân tộc Việt Nam.

## Hoạt động
Ông từng cùng Hoàng Văn Thụ lập ra một nhóm thanh niên yêu nước tại thị xã Lạng Sơn vào năm 1926. Năm 1928, được kết nạp vào Việt Nam Thanh niên Cách mạng đồng chí Hội. Tháng 12 năm 1929, ông được kết nạp vào Đông Dương Cộng sản Đảng.
Sau khi tốt nghiệp Trường quân sự Hoàng Phố (Trung Quốc) năm 1933, Lương Văn Tri được phân công về Việt Nam xây dựng phong trào cách mạng ở Cao Bằng - Lạng Sơn. Năm 1939, ông được bầu làm Xứ Ủy viên Xứ uỷ Bắc kỳ, phụ trách vấn đề quân sự. Năm 1940, ông giữ chức Thường vụ Xứ ủy Bắc kỳ, phụ trách liên tỉnh Thái Nguyên, Bắc Ninh, Bắc Giang, Lạng Sơn,...
Sau hội nghị Trung ương lần thứ bảy (tháng 11/1940) Lương Văn Tri được cử làm chỉ huy trưởng đội du kích Bắc Sơn và khu căn cứ Cứu quốc quân Bắc Sơn - Võ Nhai.Từ sau tháng 5 năm 1941, Cứu quốc quân (một trong những lực lượng tiền thân của Quân đội Nhân dân Việt Nam) do Phùng Chí Kiên làm chỉ huy trưởng và Lương Văn Tri làm chỉ huy phó.Tháng 8 năm 1941, trên đường hành quân lên Cao Bằng, Phùng Chí Kiên hi sinh, còn Lương Văn Tri bị thực dân Pháp bắt tại Ngân Sơn (Bắc Kạn) và hy sinh tại nhà tù Cao Bằng ngày 29 tháng 9 năm 1941.

## Ghi công
Tên của ông đã được đặt cho các công trình:
- Trường THPT Lương Văn Tri, thị trấn Văn Quan, huyện Văn Quan[1].
- Đường Lương Văn Tri tại Lạng Sơn.
- Phường Lương Văn Tri tại Lạng Sơn.
- Tượng đài Lương Văn Tri Tại thị trấn Văn Quan, huyện Văn Quan, tỉnh Lạng Sơn.
- Bài hát Tổ quốc quê hương nhớ anh (Đèo Chín Khúc) viết về ông.
- Khu lưu niệm, đền thờ ông đặt tại quê hương ông.